# Raionul Harkov, Harkov
Harkiv (în ucraineană Харківський район, transliterat: Harkivskîi raion) este un raion în regiunea Harkiv, Ucraina. Are reședința la Harkiv.
Are o suprafață de 2.644,3 km². Populația este de 1.762.800 locuitori, determinată în 2020.